# عيسى نخلة
عيسى نخلة (1915-2003) سياسي فلسطيني ولد في بيت ساحور عام 1915، حصل على درجة البكالوريوس في القانون من جامعة لندن، كان عضواً في نقابة المحامين الفلسطينيين، وعدد آخر من نقابات المحامين في الوطن العربي، وأيضاً عضواً في الجمعية الأمريكية للقانون الدولي وجمعية القانون الدولي في لندن، عمل كمستشار قانون لعدد من الوفود العربية في الاتحاد الأوروبي.
مثَّل الهيئة العربية العليا لفلسطين في نيويورك (1947-1948)، وممثلاً للاتحاد العربي في أمريكا اللاتينية برتبة وزير مفوض (1956-1957)، وعاد ممثلاً للهيئة العربية العليا لفلسطين في نيويورك من بدايات الستينيات من القرن العشرين حتى وفاته، شارك في العديد من جلسات الجمعية العامة للأمم المتحدة وقدم عدة شهادات فلسطينية أمام اللجنة الخاصة للأمم المتحدة بشأن فلسطين. توفي في 29 آذار 2003.

## إنجازاته
- أنجز الموسوعة الفلسطينية الكاملة الجزءان الأول والثاني العام 1991. وكان موضوع الموسوعة عن القضية الفلسطينية والصراع العربي الإسرائيلي في الجذور. وتكشف كثيراً من المعلومات التي كانت خافية على المتابعين الغربيين، الذين لا يزال بعضهم يعتقد أن الإسرائيليين الأبرياء يواجهون عدواً شيطانياً فلسطينياً. وتتناول الموسوعة الوضع الفلسطيني عبر التاريخ وصولا إلى الصراع القائم، كما تتحدث في أبواب عديدة عن أوضاع الشعب الفلسطيني إقتصادياً وسياسياً واجتماعياً وتعليمياً. كما تتحدث في أجزاء منها عن الممارسات الإسرائيلية البشعة ضد الشعب الفلسطيني، حتى من قبل قيام الكيان الأسرائيلي في العام 1948.[5]
- خطابان للأستاذ عيسى نخله قضية فلسطين قضية شعب ووطن وحقوق، والجرائم اليهودية في الأراضي العربية المحتلة، كتاب صدر عن الهيئة العربية العليا لفلسطين.[6]